# Distretto di Xiaoshan
Il distretto di Xiaoshan (萧山区S, XiaoshanP) è un distretto della Cina, situato nella provincia dello Zhejiang.